# Le prime foglie d'autunno
Le prime foglie d'autunno è un film del 1988 scritto e diretto da Raimondo Del Balzo.
Viene considerato come ultima produzione del genere denominato lacrima-movie.

## Trama
Martina e Marco sono una coppia separatasi da poco; nonostante ciò, continuano a rimanere legati per i figlioletti Alessio e Donatella, riuscendo infine a rinsaldare il loro rapporto. Durante una permanenza a casa del padre, i due bambini, ancora ignari della riappacificazione dei genitori, escogitano un espediente per farli tornare assieme definitivamente, preparando un barbecue all'aperto. Ma proprio la grigliata causa una tragedia: Alessio riporta ustioni di terzo grado tali da risultargli fatali. Mentre il bambino è morente, il padre gli rivela la riappacificazione con la madre, promettendogli che resterà sempre con lei.

## Distribuzione

### Data di uscita
Il film è stato distribuito nelle sale italiane nel maggio 1988.